# Bálint Török
Grev Bálint Török de Enying (født 25. september 1502, død 1551) var en ungarsk aristokrat, Ban af Nándorfehérvár (nu Beograd), og i perioden 1527-1542 Herre af Csesznek.